# عاق پدر و مادر
عاق پدر و مادر از گناهان کبیره در اسلام است.
مراد از عاق والدین این است که انسان پدر و مادر خود را باگفتار و کردار خود ناراحت کند و به آنها بی‌احترامی نماید، گرچه این بی‌احترامی بسیار اندک باشد. برطبق روایات شیعه، یکی از گناهانی که آمرزیده نمی‌شود، عاق پدر و مادر است. نگاه کردن خشمگینانه یا تند به پدر و مادر و همچنین گفتن افّ و مانند آن عقوق و نافرمانی و از گناهان کبیره می‌باشد.